# Alain Grenier
Alain Grenier (* 16. November 1930 in Algier; † 11. September 2022 in Paris) war ein französischer Diplomat.

## Leben
Alain Grenier war der Sohn von Jean Grenier, einem Philosophen, der das Werk von Albert Camus analysiert hat. Er studierte am Institut d’études politiques de Paris und an der École nationale d’administration. Von 1964 bis 1968 war er Botschaftsrat in der Abteilung Handel der Botschaft in Damaskus. Bis 1978 war Alain Grenier Generalkonsul in Boston. Bis 1979 war er Mitglied des Board of Directors von L'Agence Havas. Vom 14. Januar 1986 bis 30. Juni 1989 war er Botschafter in Damaskus. Vom 7. Juli 1989 bis 27. Mai 1992 war er Botschafter in Tunis. 1992 wurde er Ambassadeur de France. Von 1992 bis 1996 war er Botschafter in Portugal.